# Генріх Штюмпфль
Генріх Штюмпфль (нім. Heinrich Stümpfl; 18 грудня 1884, Ціллі — 20 березня 1972, Відень) — австрійський і німецький офіцер, генерал-лейтенант вермахту.

## Біографія
18 серпня 1902 року поступив на службу в австро-угорську армію. Учасник Першої світової війни. Після війни продовжив службу в австрійській армії. Після аншлюсу 14 березня 1938 року автоматично перейшов у вермахт, в тому ж місяці був скасований його вихід на пенсію. З 1 травня 1938 року — у віденській комендатурі, з 3 листопада — комендант Відня. 15 березня 1944 року відправлений у резерв ОКГ і 17-го військового округу. 1 квітня 1944 року відряджений у командування полоненими 8-го військового округу для отримання необхідних знань. З 24 квітня 1944 року пройшов курс командира військовополонених. 6 травня відряджений у командування військовополоненими 6-го, з 16 червня — 17-го військового округу для отримання досвіду. З 7 липня 1944 року — командир військовополонених 17-го військового округу. 25 березня 1945 року знову відправлений у резерв ОКГ і 17-го військового округу. 1 травня 1945 року взятий в полон. Звільнений 27 вересня 1946 року.

## Звання
- Кадет-виконувач обов'язків офіцера (1 вересня 1902)
- Лейтенант (1 листопада 1903)
- Обер-лейтенант (1 листопада 1909)
- Гауптман генштабу (1 січня 1915)
- Майор (1 січня 1920)
- Титулярний оберст-лейтенант (1 січня 1920)
- Оберст-лейтенант (15 липня 1921)
- Оберст (25 березня 1928)
- Генерал-майор (26 січня 1934)
- Генерал-лейтенант запасу (1 квітня 1939)
- Генерал-лейтенант (1 червня 1940)

## Нагороди
- Ювілейний хрест (1908)
- Бронзова і срібна медаль «За військові заслуги» (Австро-Угорщина) з мечами
- Хрест «За військові заслуги» (Австро-Угорщина) 3-го класу з військовою відзнакою і мечами
- Орден Залізної Корони 3-го класу з військовою відзнакою і мечами — нагороджений двічі.
- Військовий Хрест Карла
- Залізний хрест 2-го класу
- Медаль «За поранення» (Австро-Угорщина) з однією смугою
- Пам'ятна військова медаль (Австрія) з мечами
- Золотий почесний знак «За заслуги перед Австрійською Республікою»
- Хрест «За вислугу років» (Австрія) 2-го класу для офіцерів (1934)
- Хрест «За військові заслуги» (Австрія) 2-го класу (10 січня 1936)
- Пам'ятна військова медаль (Угорщина) з мечами
- Почесний хрест ветерана війни з мечами
- Медаль «За вислугу років у Вермахті» 4-го, 3-го, 2-го і 1-го класу (25 років)
- Хрест Воєнних заслуг
  - 2-го класу з мечами (6 листопада 1940)
  - 1-го класу з мечами (30 січня 1942)
- Почесний знак «За заслуги у звільненні Австрії» (10 жовтня 1977; посмертно)